# パリ〜ルーベ2011
パリ〜ルーベ2011は、パリ〜ルーベの109回目のレース。2011年4月10日に行なわれた。
4人の先頭集団の中から、残り15km地点で抜け出したヨハン・ファンスュメレンがその後独走し、当レース初優勝。

## 参加チーム
- 斜字はコンチネンタルプロチーム

- AG2R・ラ・モンディアル
- アスタナ・チーム
- BMC・レーシングチーム
- ブルターニュ・シュラー
- コフィディス
- エウスカルテル・エウスカディ
- ヨーロッパカー
- FDJ
- ガーミン・サーヴェロ
- ランプレ・ISD
- レオパルド・トレック
- リクイガス・キャノンデール
- オメガファーマ・ロット
- クイックステップ
- ラボバンク
- ソル・ソジャスュン
- スキル・シマノ
- チーム・HTC - ハイロード
- チーム・カチューシャ
- チーム・モビスター
- チーム・ネタップ
- チーム・レディオシャック
- チーム・サクソバンク - サンガード
- チームスカイ
- ヴァカンソレイユ・DCM

## 結果
| 順位 | 選手名                       | 国籍           | チーム                   | 時間          |
| ---- | ---------------------------- | -------------- | ------------------------ | ------------- |
| 1    | ヨハン・ファンスュメレン     | ベルギー       | ガーミン・サーヴェロ     | 6時間07分28秒 |
| 2    | ファビアン・カンチェラーラ   | スイス         | レオパード・トレック     | +19秒         |
| 3    | マールテン・チャリンヒー     | オランダ       | ラボバンク               | 同            |
| 4    | グレゴリー・ラスト           | スイス         | チーム・レディオシャック | 同            |
| 5    | ラース・バク                 | デンマーク     | チーム・HTC - ハイロード | +21秒         |
| 6    | アレッサンドロ・バッラン     | イタリア       | BMC・レーシングチーム    | +36秒         |
| 7    | ベルンハルト・アイゼル       | オーストリア   | チーム・HTC - ハイロード | +47秒         |
| 8    | トル・フースホフト           | ノルウェー     | ガーミン・サーヴェロ     | 同            |
| 9    | フアン・アントニオ・フレチャ | スペイン       | チームスカイ             | 同            |
| 10   | マシュー・ヘイマン           | オーストラリア | チームスカイ             | 同            |

## UCIワールドランキング個人総合成績
4月11日現在
| 順位 | 選手名                     | 国籍           | チーム                       | ポイント |
| ---- | -------------------------- | -------------- | ---------------------------- | -------- |
| 1    | ファビアン・カンチェラーラ | スイス         | レオパルド・トレック         | 236      |
| 2    | マシュー・ゴス             | オーストラリア | チーム・HTC - ハイロード     | 203      |
| 3    | アンドレアス・クレーデン   | ドイツ         | チーム・レディオシャック     | 202      |
| 4    | ミケーレ・スカルポーニ     | イタリア       | ランプレ・ISD                | 202      |
| 5    | ロベルト・ヘーシンク       | オランダ       | ラボバンク                   | 150      |
| 6    | クリス・ホーナー           | アメリカ合衆国 | チーム・レディオシャック     | 143      |
| 7    | トム・ボーネン             | ベルギー       | クイックステップ             | 140      |
| 8    | カデル・エヴァンス         | オーストラリア | BMC・レーシングチーム        | 128      |
| 9    | トニー・マルティン         | ドイツ         | チーム・HTC - ハイロード     | 114      |
| 10   | サムエル・サンチェス       | スペイン       | エウスカルテル・エウスカディ | 109      |